# Christophe Bourdoiseau

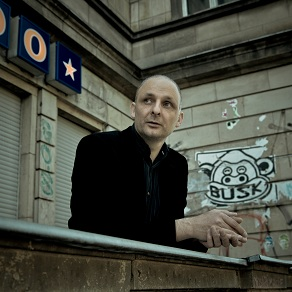
Christophe Bourdoiseau (2008)

Christophe Bourdoiseau (* 13. März 1967 in Schiedam, Niederlande) ist ein französischer Journalist und Chansonnier, der in Berlin lebt.

## Biographie
Christophe Bourdoiseau verbrachte seine frühe Kindheit in Rotterdam (bis 1970) und in Mailand (bis 1975). Später wuchs er in der Pariser Vorstadt Ville-d’Avray auf. Heute lebt er in Berlin, wo er schreibt und komponiert.
Seit seinem zwölften Lebensjahr erhielt er Unterricht in klassischer Gitarre. Mit 15 Jahren begann er sich für französische Chansons zu begeistern und spielte Jacques Brel, Barbara und Georges Brassens. Doch erst zwanzig Jahre später suchte der musikalische Einzelgänger, nachdem er nach dem Fall des Kommunismus die Länder Rumänien, DDR, Tschechoslowakei, Russland und auch die Volksrepublik China bereist hatte, das breite Publikum. 1994 ließ er sich in Berlin-Prenzlauer Berg nieder.
Zunächst spielte er ausschließlich für Freunde im Hinterzimmer seiner Stammkneipe, doch bald folgten Konzerte auf den Bühnen der Stadt. „Diese Stimme macht süchtig“, schreibt die Berliner Zeitung. Bourdoiseau selbst meinte: „Die Leute hier hatten sofort viel Respekt für meine Arbeit. Diese Stadt gibt mir Inspiration. In Paris hingegen muss man erst bekannt sein, um Aufmerksamkeit zu bekommen.“ Für seine Texte ließ sich Christophe Bourdoiseau von verflogenen Geschichten, flüchtigen Liebschaften, vergangenen Freundschaften und ausgegrabenen Erinnerungen an und in Berlin inspirieren. Er wird oft vom Publikum und in der Presse mit dem deutschen Liedermacher Reinhard Mey verglichen.
Seit 2008 wird er von drei ukrainischen Musikern, dem Trio Scho aus Berlin begleitet. „Der Solist und sein Ensemble schreiben so eine große Tradition fort, ohne sie zu kopieren – und man wundert sich einmal mehr über den Zufall eines Marktes, auf dem vergleichbare Musiker viel höher gehandelt werden“, schreibt die Mitteldeutsche Zeitung. „Er lässt sich nicht  von irgendwelchen Neuerungen wie dem Nouvelle Chanson ablenken“, ergänzt die tageszeitung.
Bourdoiseau ist gelernter Journalist mit einem Abschluss am Institut pratique de journalisme (IPJ) in Paris. Er ist Korrespondent Freier Mitarbeiter der Tageszeitung Libération und der belgischen Le Soir.
Er ist Autor eines Buches über die deutsche Erinnerungskultur: „Allemagne: la mémoire libérée“ (Verlag Nevicata, Brüssel) und wurde 2017 (Gastbeitrag in der Süddeutschen Zeitung "Nehmt die AfD endlich ernst") und 2024 (A Berlin, l’épuration ethnique en face" in Libération) für den Deutsch-Französischen Journalistenpreis nominiert.

## Alben

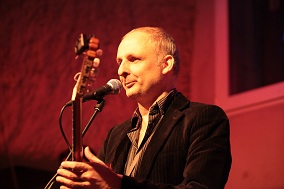
Christophe Bourdoiseau live, 2011

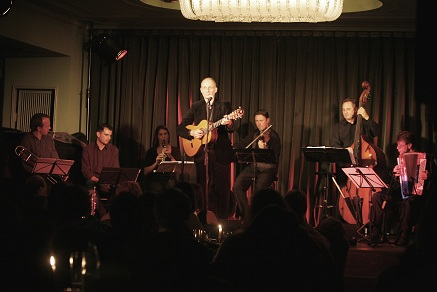
Christophe Bourdoiseau mit Band im Grüner Salon, 2011

### Tant de saisons perdues
Sein erstes Album Tant de saisons perdues (‚So viele verlorene Jahreszeiten‘) enthält fünfzehn musikalische Erzählungen über Berlin nach der Wende. „Ein Akkordeon fällt spielerisch ein, der Bass verleiht dem Stück Schwung, und im Nu befinden wir uns im Geist auf den Champs-Élysées oder am Montmartre. […]“ Da stecken auch Jacques Brel oder Charles Aznavour drin, mal hört man Mercedes Sosa heraus, mal mehr einen Schuss Zigeunermusik, und dann sind die Lieder wieder ganz nüchterne Chansons. Wie etwa das Stück Solitude (‚Einsamkeit‘). „Wie gut passt es doch zu Berlin und überzieht die Stadt mit einer romantischen Zuckerkruste. Dazu tragen die Herren lockere schwarze Sakkos. Eine echte Existenzialisten-Combo“, schrieb die Berliner Morgenpost. „Heute ist sein neues Album Tant de saisons perdues ein Dauerbrenner im Deutschlandradio Kultur“, schrieb Andrea Schneider vom Nordkurier. „Romantische Chansons mit slawischen Untertönen“, sagt Susanne Papawassiliu von der Sendung The Voice (Kulturradio).

### Constellation périphérique
2009 gab Bourdoiseau sein zweites Album heraus: Constellation périphérique (in etwa: ‚Im Mikrokosmos des Stadtrings‘). Er besingt mit Eigenkompositionen sowie eigenen Texten und jenen von Arthur Rimbaud die Banlieue von Paris (Pariser Vorstädte). Dabei porträtiert er u. a. zwei ausländische Prostituierte (Laila – und an Anlehnung an Zola – Nana) aus dem 18. Arrondissement von Paris sowie ein Bauer, der sein Hof gegen einen Platz im Altenheim eintauschen muss. „Das Album ist eine Art Abrechnung mit meinem Land, mit seinen schönen und seinen hässlichen Seiten“, sagt Bourdoiseau. „Das Thema Banlieue beschäftigt mich sehr. Dort liegt die Zukunft Frankreich, und sie wird ignoriert“. Das Album wurde in Berlin vom Schauspieler Karsten Troyke aufgenommen und abgemischt.

### La mort du loup
Das dritte Album La mort du loup („Der Wolfstod“) widmet sich dem traditionellen französischen Chanson und liefert eine kleine Anthologie der französischen Poesie. Lied für Lied interpretieren Bourdoiseau und seine Band Gedichte von Louis Aragon, Charles Baudelaire, Arthur Rimbaud und weiteren Poeten. Das Album wurde von Gerald Meier, der auch schon für Udo Jürgens, Klaus Hoffmann und Barbara Schöneberger gearbeitet hat, musikalisch arrangiert.

## Auftritte (Auswahl)
- Kurt-Weill-Fest  in Dessau[4]
- Internationale Kulturbörse in Freiburg im Breisgau
- Grüner Salon an der Volksbühne Berlin
- Kulturkaufhaus Dussmann in Berlin
- Institut Français in Berlin
- Admiralspalast in Berlin
- Potsdamer Schlössernacht
- Franko!folie in Magdeburg
- Bündnis gegen Rechts in Falkensee[5]

## Diskografie
- 2008: Tant de saisons perdues
- 2009: Constellation périphérique
- 2011: La mort du loup